# Mashiro no Oto
Mashiro no Oto (japanisch ましろのおと) ist eine Mangaserie von Mamori Akagi, die seit 2009 in Japan erscheint. 2021 erschien eine Animeadaption des Studios Shin-Ei Animation, die international auch als Those Snow White Notes bekannt wurde.

## Handlung
Matsugoro Sawamura war ein talentierter und bekannter Shamisenspieler. Nach seinem Tod verliert sein Enkel Setsu Sawamura (澤村雪) jede Motivation zum Shamisenspiel. Er wollte unbedingt das von seinem Großvater über Jahrzehnte komponierte Stück lernen, doch hat der es ihm nie beigebracht. Nach dem Verlust seines geliebten Großvaters und Vorbilds geht Setsu nun nach Tokio, um seinen Klang wiederzufinden und doch noch das Stück seines Großvaters zu meistern. Nach kurzer Zeit gerät er in eine Reiberei und wird von Yuna gerettet. Bei ihr kommt er unter und bei ihrem Freund, einem jungen Rockmusiker, kann Setsu erstmals seit langem wieder auftreten. Wenn es auch nur ein zufälliger Auftritt war, kommt er gut an. Dann taucht plötzlich Setsus Mutter auf: Umeko Sawamura (澤村梅子). Die erfolgreiche Schauspielerin und Model hat ihn über ihre Untergebenen ausspionieren lassen und ihrem Sohn eine neue Bleibe besorgt sowie für die Oberschule angemeldet. Sie will, dass er endlich in die Fußstapfen seines Großvaters tritt.
In seinem nun wieder geordneten Leben trifft Setsu an der Oberschule das Mädchen Shuri Maeda (前田朱利), das allein den Shamisen-Klub führt. Sie will ein Stück lernen, das ihre Großmutter während des Krieges gehört hat und seitdem nicht vergessen kann. Es stellt sich heraus, dass es das Stück ihres Großvaters war. Motiviert davon, einen anderen Menschen gefunden zu haben, der das Stück kennt, will Setsu es nun endlich spielen. Mit Hilfe seines Bruders Wakana Sawamura (澤村若菜), der bereits ein erfolgreicher Shamisenspieler ist, und des in Shuri verliebten Mitschülers Kaito Yaguchi (矢口海人) kann Setsu eine eigene Version des Stücks erschaffen und es zur Freude von Shuris Großmutter spielen. Setsu gewinnt neuen Mut in seinem Schamisenspiel und nach Zögern tritt er dem Shamisen-Klub bei – gemeinsam mit Kaito, Shuris Freundin Yui Yamazato (山里結) und ihrem Mitschüler Rai Nagamori (永森雷). Von Setsus Mutter arrangiert und organisiert wird zu diesem Zeitpunkt ein Oberschul-Wettkampf für Shamisen angekündigt, an dem auch der Klub teilnehmen will. Zunächst melden sie sich nur für den Gruppenwettkampf an. Die Anfänger haben alle große Probleme beim Lernen und Setsu fällt es schwer, ihnen etwas beizubringen. Doch der berühmte Spieler Seiryū Kamiki (神木清流) greift ihnen unter die Arme und im Trainingslager können sie ihre Schwierigkeiten überwinden. Nachdem nicht nur Setsus Mutter, die sein Talent unbedingt auf der großen Bühne sehen will, sondern auch sein Bruder und der Klub ihm zugesprochen haben, will er auch am Einzelwettkampf teilnehmen.
Beim Wettbewerb trifft die Gruppe auf viele erfahrenere Schüler aus dem ganzen Land. Darunter auch ein paar aus Setsus Heimat. Die fünf müssen ihre Verunsicherung erst wieder überwinden und mit der Wettkampfatmosphäre zurechtkommen. Bei ihrem Auftritt gelingt es Setsu dann, seine Freunde mit seinem Spiel optimal zu unterstützen. Zwar werden sie nicht Erste, aber erhalten einen Sonderpreis. Vor dem Einzelwettbewerb erhöht sich der Druck auf Setsu, da hier die besonders talentierten Spieler antreten und auch der berühmte Kamiki Ryūgen anwesend ist, um unter anderem Setsus Spiel kennenzulernen. Unter den Favoriten ist dessen Sohn Sōichi Tanuma, der ebenfalls Setsu interessant findet. Schließlich übt Umeko Druck auf ihren Sohn aus, endlich wieder die Klänge ihres Vaters zu spielen. So bietet Setsu ein Spiel, das zunächst wie das seines Großvaters und dann wie das für ihn typische klingt und kann damit das Publikum begeistern. Doch bei der Jury bekommt er dafür Abzüge und wird nur Dritter. Als Sieger geht Sōichi Tanuma hervor. Vor allem die harsche Reaktion und Enttäuschung seiner Mutter, Ryūgens und auch Seiryū Kamikis lässt Setsu daran zweifeln, je seinen eigenen Klang zu finden. So zieht er sich in der Zeit nach dem Wettbewerb zurück, um seinen Misserfolg zu bewältigen.

## Manga
Die Mangaserie wird seit Dezember 2009 im Magazin Gekkan Shōnen Magazine veröffentlicht. Die Kapitel wurden von Kodansha aktuell auch in 27 Sammelbänden veröffentlicht. Diese verkauften sich in Japan je etwa 40.000 bis 50.000, teils über 100.000 Mal in den ersten Wochen nach Veröffentlichung. Eine englische Übersetzung erscheint beim amerikanischen Ableger von Kodansha.

## Animeserie
Eine Adaption als Anime entstand beim Studio Shin-Ei Animation unter der Regie von Hiroaki Akagi. Das Charakterdesign entwarf Jiro Mashima. Die 25 Minuten langen Folgen wurden vom 3. April bis 19. Juni 2021 von JNN in Japan ausgestrahlt. Die Plattform Crunchyroll veröffentlichte die Serie international per Streaming, unter anderem mit deutschen und englischen Untertiteln.

### Synchronisation
| Rolle           | japanischer Sprecher (Seiyū) |
| --------------- | ---------------------------- |
| Setsu Sawamura  | Nobunaga Shimazaki           |
| Wakana Sawamura | Yoshimasa Hosoya             |
| Shuri Maeda     | Yume Miyamoto                |
| Yui Yamazato    | Reina Kondo                  |
| Kaito Yaguchi   | Nobuhiko Okamoto             |
| Rai Nagamori    | Tatsuhisa Suzuki             |
| Yuna Tachiki    | Rikako Aida                  |

### Musik
Die Musik zur Serie komponierten die Yoshida Brothers. Das Vorspannlied ist Blizzard und Ginzekai von Burnout Syndromes und der Abspann ist unterlegt mit Kono Yume ga Sameru Made von Milyiah Kato.